# سرم

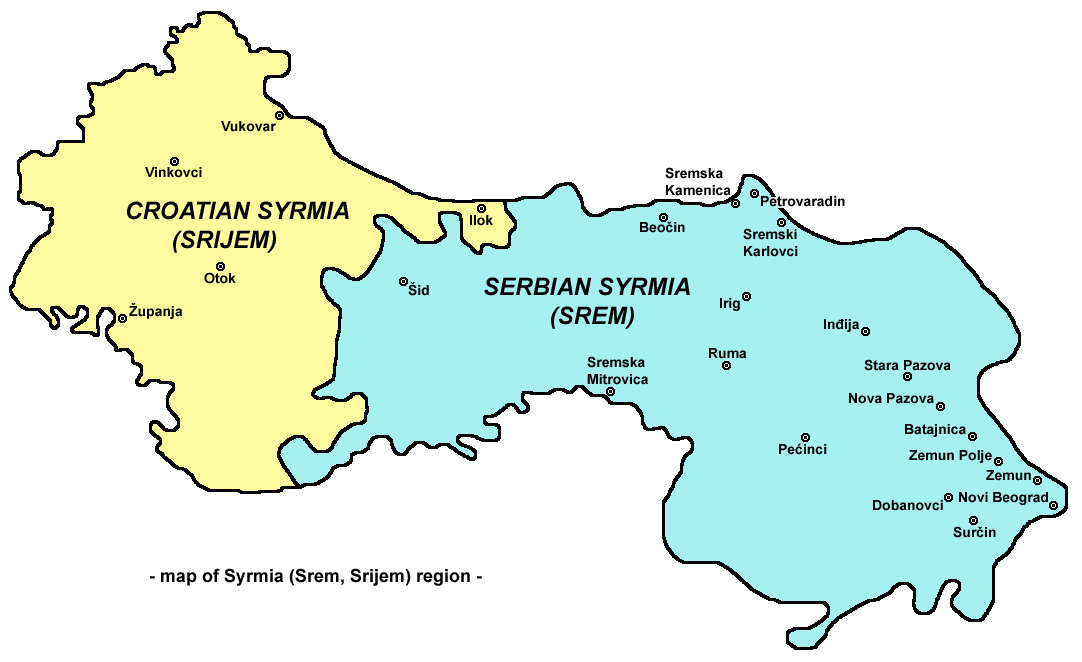
خريطة توضح منطقة سرم

سرم أو سيرميا أو سيريم هي المنطقة الواقعة في جنوب حوض بانونيا بين نهري الدانوب وساڤا، وتشكل جزءًا من الجزء الجنوبي من السهل المجري الكبير. معظم المنطقة مسطحة، باستثناء جبل فروسكا غورا (Fruška Gora) الممتد على طول نهر الدانوب في جزئه الشمالي، وهي اليوم مقسمة إلى صربيا في الشرق وكرواتيا في الغرب.

## الاسم
كلمة "سرم" مشتقة من مدينة سيرميوم القديمة (سريمسكا ميتروفيتشا حاليًا).  كانت سيرميوم مدينة قلطية أو إيليريونية تأسست في القرن الثالث قبل الميلاد.
تشمل الأسماء الأخرى للمنطقة ما يلي:
- (بالتركية: Sirem)
- (بالكرواتية: Srijem)
- (بالرومانية: Sirmia)
- (بالألمانية: Syrmien)
- (بالسلوفاكية: Sriem)
- (بالتركية العثمانية: سرم)
- اللغة الروسينية: كريم Срим
- (باللاتينية: Syrmia أو Sirmium)
- (بالسيريلية الصربية: Срем - Srem)
- (بالمجرية: Szerémség أو Szerém أو Szerémország)

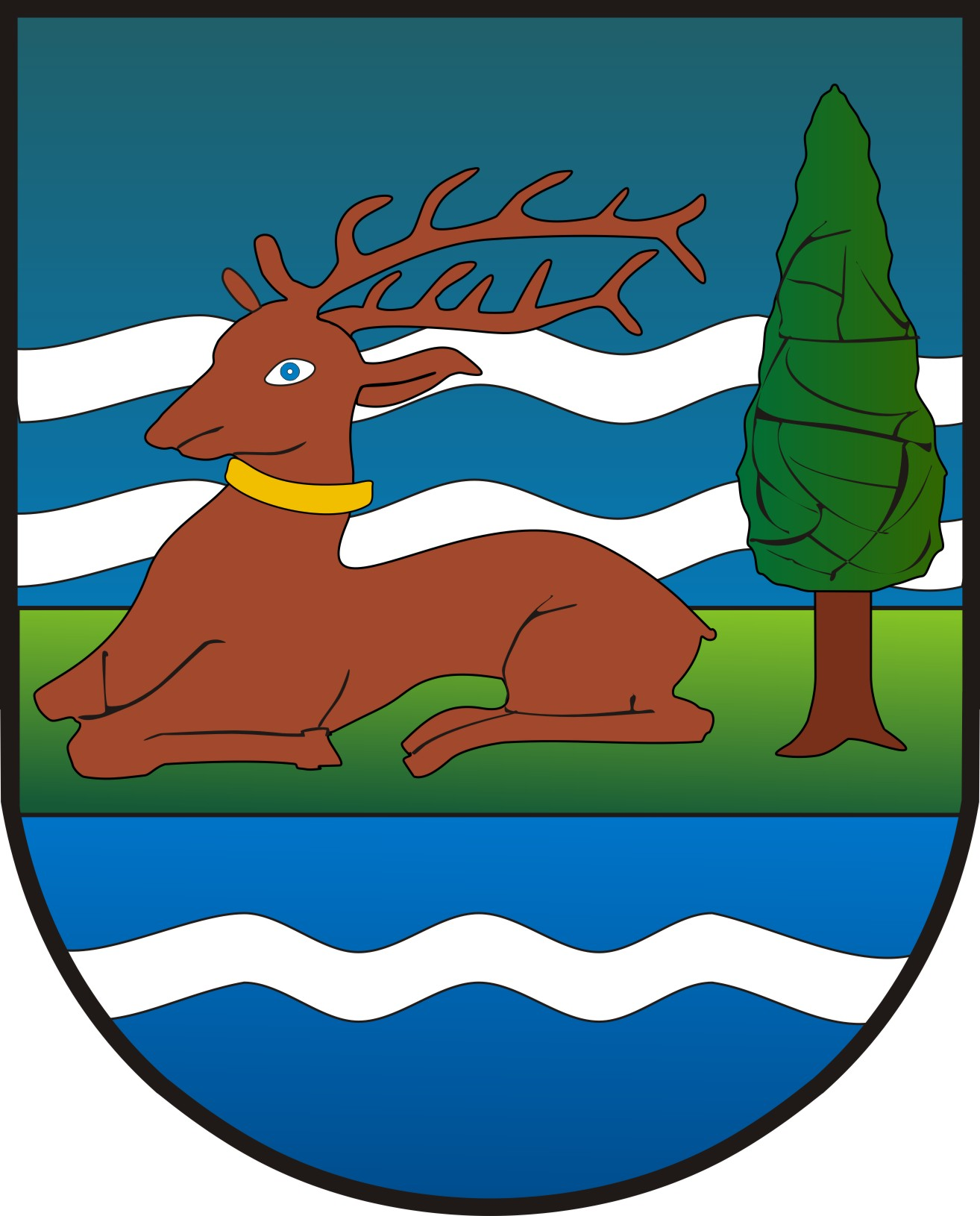
درع منطقة سرم.

## ما قبل التاريخ
بين عامي 3000 قبل الميلاد و2400 قبل الميلاد، كانت سرم في مركز ثقافة فوتشيدول (Vučedol) الهندو أوروبية.

## التاريخ
ضمّ  حاكم السنجق البوسني بالي بك بن يحيى پاشا زاده منطقة سرم إلى الدولة العثمانية أول مرة في عام 1521م، بعد أن أُنشئت إيالة بودا، حولت سرم إلى سنجق مركزه ديميتروفتشا (اليوم سريمسكا ميتروفيتشا).
وبحلول عام 1538م، أصبحت المنطقة بأكملها تحت السيطرة العثمانية.
المناطق التابعة للسنجق؛ كانت هذه هي إيلوق (بالتركية: Uyluk)، وموروفيت، وجيرجوروفكا، وتشيريفيتش، وإسلانكامين، وإيريك، وكوبينيك، وزيمون، ونمشي، وبودجوريكا-بودجوريي، وإيفانكوفا، وبوسافيا-بوسوفي، وراتشا، وفارادين (بيتروفارادين)، وفيلكوفار (فوكوفار).

وبموجب معاهدة كارلوفيتز الموقعة عام 1699م، استولى آل هابسبورغ على المقاطعات باستثناء ديميتروفتشا، وإيريك، وإسلانكامين، وكوبينيك، وزيمون. بعد عام 1707م، ربطت بمقاطعة تيميشوارا وظلت علم المقاطعة حتى احتلها آل هابسبورغ عام 1717م. 

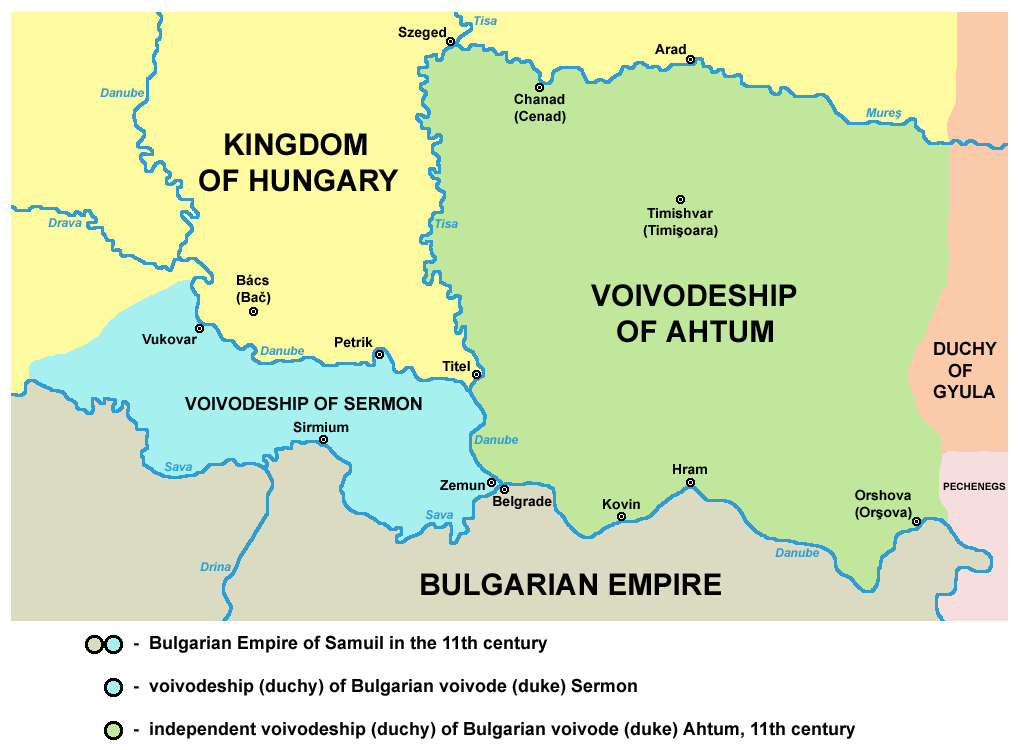
سرم في القرن 11.
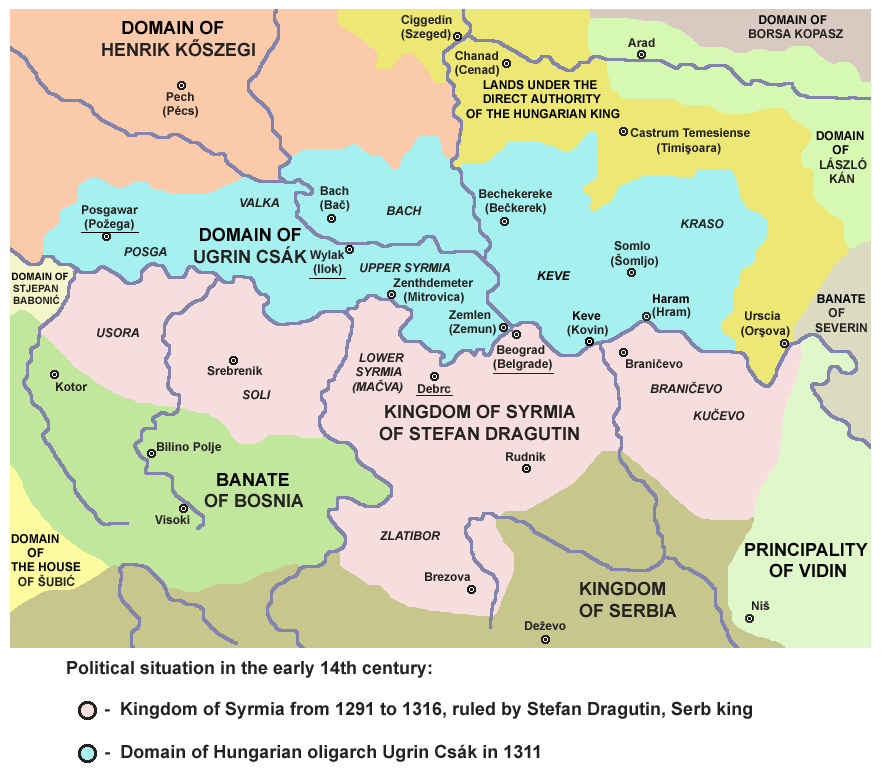
سرم في القرن 14.
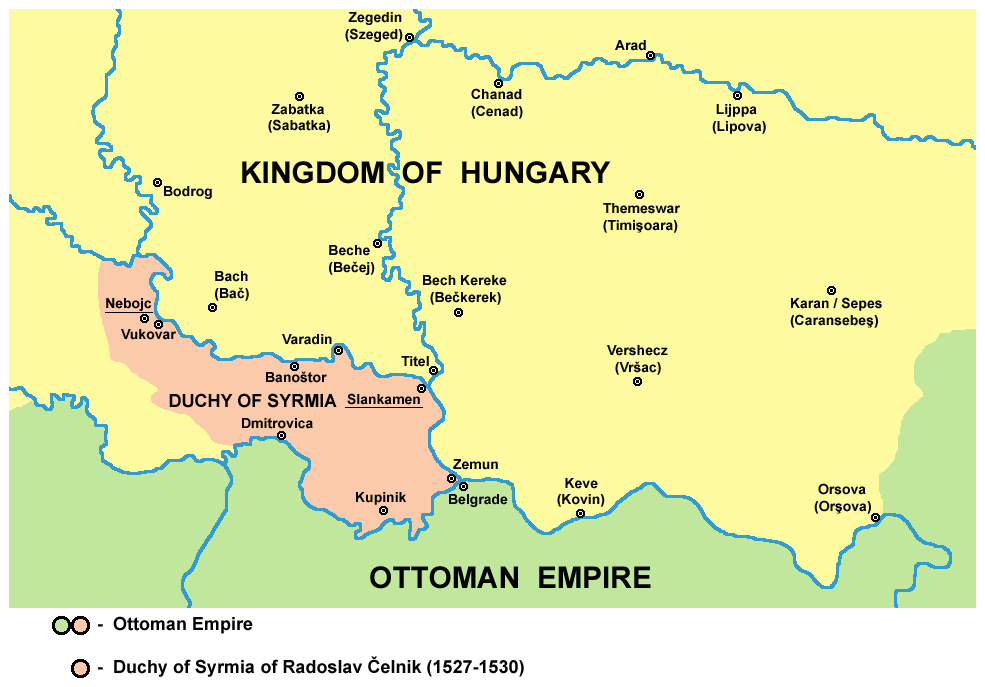
سرم 1527م-1530م.
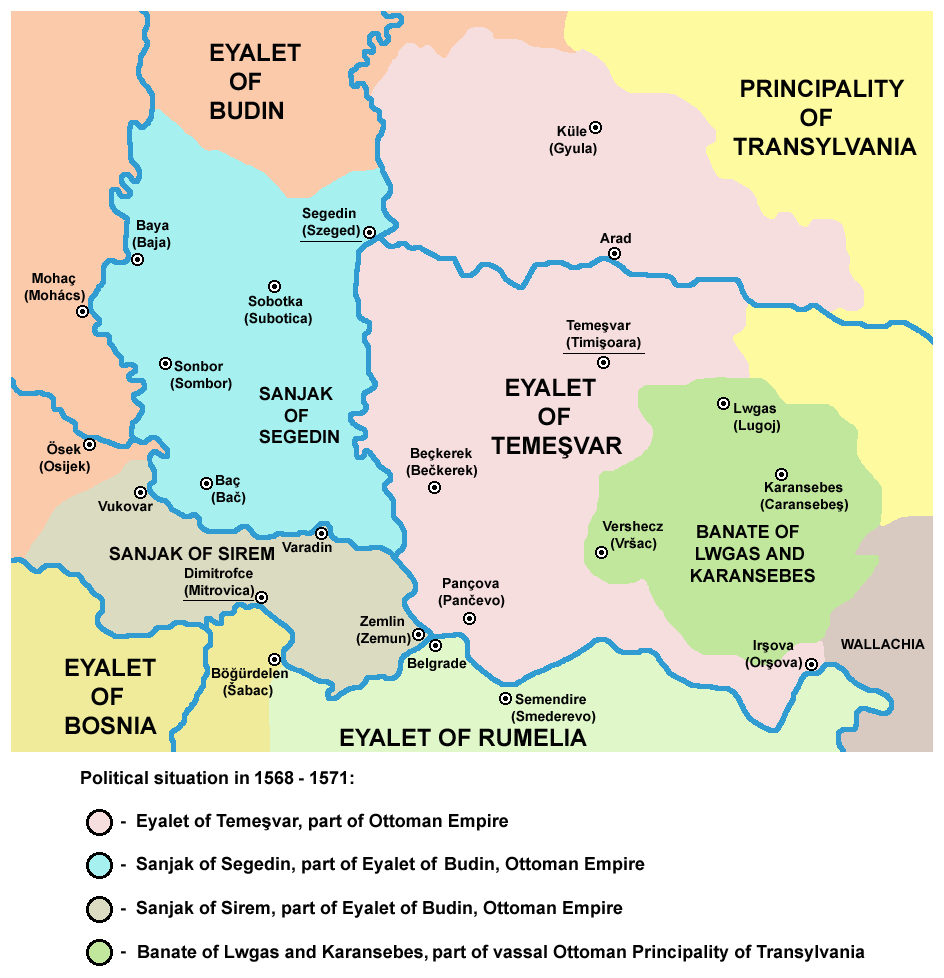
سرم في العصر العثماني 1568م-1571م.
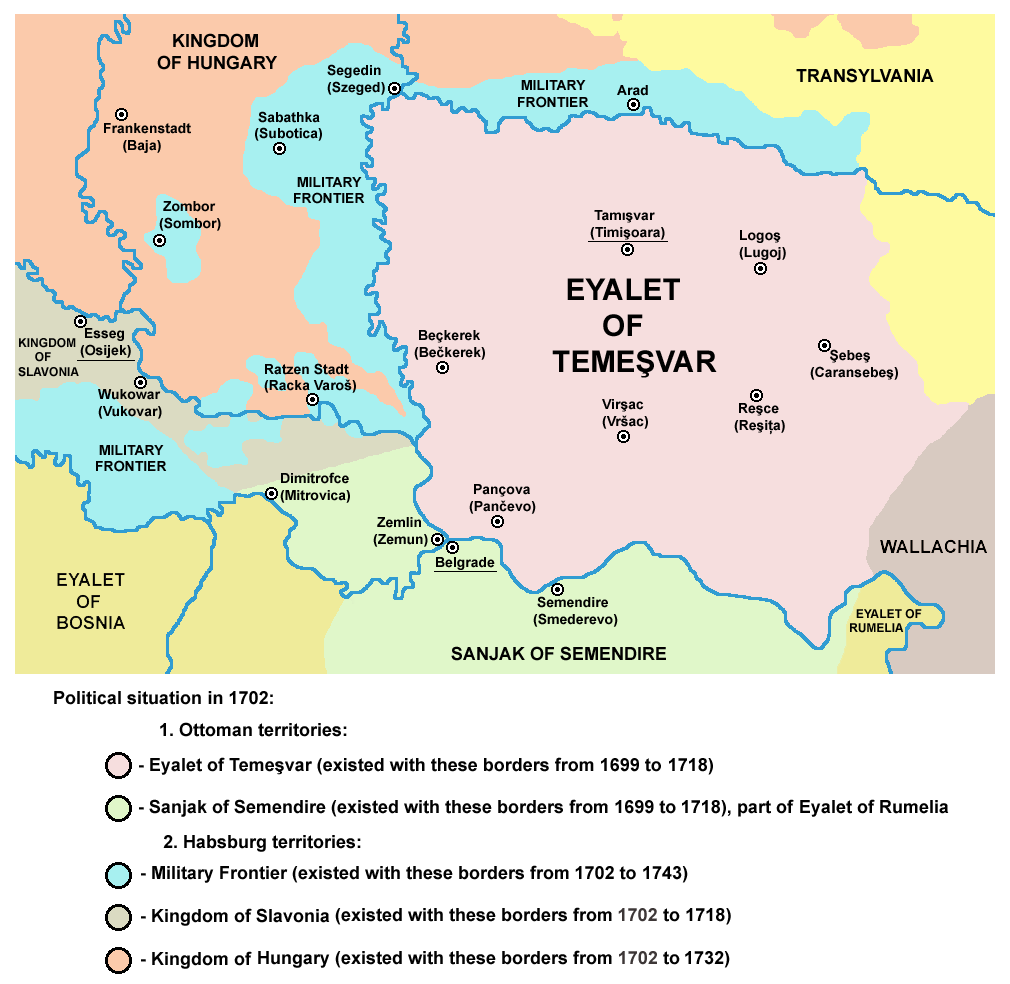
الحدود بين هابسبورغ والدولة العثمانية في عام 1699م.